# Primaires présidentielles du Parti républicain du peuple de 2025
 (mars 2025).
Une élection primaire a lieu le 23 mars 2025 pour désigner le candidat du Parti républicain du peuple à la prochaine élection présidentielle. Le maire d'Istanbul, Ekrem İmamoğlu, est le seul candidat.

## Contexte
En septembre 2024, les statuts du Parti républicain du peuple sont modifiés pour permettre la[Interprétation personnelle ?] désignation du candidat à la présidentielle par les membres du parti.
Le maire d'Ankara, Mansur Yavaş, annoncé qu'il ne serait pas candidat. Le président de l'Union des municipalités turques et maire d'Istanbul, Ekrem İmamoğlu, est le seul candidat.
Après l'arrestation d'Ekrem İmamoğlu, le CHP permet à la population de participer au scrutin en mettant en place des « urnes de solidarité ».

## Résultats
| Candidats | Candidats      | Partis                      | Voix des membres du parti | Voix des non adhérents | %   |
| --------- | -------------- | --------------------------- | ------------------------- | ---------------------- | --- |
|           | Ekrem İmamoğlu | Parti républicain du peuple | 1 653 887                 | 13 844 070             | 100 |